# Malleastrum leroyi
Malleastrum leroyi är en tvåhjärtbladig växtart som beskrevs av Francis Raymond Fosberg. Malleastrum leroyi ingår i släktet Malleastrum och familjen Meliaceae. Inga underarter finns listade i Catalogue of Life.